# Mikhail Uljanov
Mikhail Aleksandrovitj Uljanov (russisk: Михаил Александрович Ульянов) (født 20. november 1927 i Moskva i Sovjetunionen, død 26. marts 2007 i Moskva i Rusland) var en sovjetisk-russisk skuespiller, der var en af de mest anerkendte personer i sovjetisk og russisk teater og film. Udover sine mange roller som skuespiller fungerede Uljanov også som instruktør af flere film.
Han modtog flere priser for sit arbejde, herunder Leninprisen (1966), USSR's statspris (1983), Folkets kunstner i USSR (1969), Leninordenen (1986) og Det Socialistiske Arbejdes Helt (1986). Han modtog endvidere en specialpris ved Filmfestivalen i Venedig i 1982.

## Biografi
Mikhail Alexandrovitj Uljanov voksede op i byen Tara i Omsk oblast. Han dumpede optagelsesprøverne ved skuespillerskolen i Moskva, og flyttede herefter til Omsk i 1944 for at blive skuespiller. Efter to års studie ved Teatret i Omsk flyttede han i 1946 til Moskva, hvor han blev optaget på Sjukin Teaterskolen.
Uljanov arbejdede på Vakhtangov Teatret fra 1950 og blev i 1987 direktør for teateret. Som spillede en lang række forskellige roller på teateret, hvoraf rollen som Rogosjin i Dostojevskijs Idioten anses som en af hans største.
Som filmskuespiller blev han oftest castet til at spille roller som kommunistiske ledere eller militærofficerer, som Vladimir Lenin og Marshal Sjukov. Rollen som Jegor Trubnikov i Predsedatel (Formanden) fra 1964 blev en af han de for ham definerende roller.
Han medvirkede også i Brødrene Karamasov, en film fra 1969 som han var med-instruktør på. Brødrene Karamasov blev nomineret til en Oscar for bedste udenlandske film og deltog også ved den 6. Filmfestival i Moskva. Af større roller var også medvirken i filmene Tema (1979) og Tjastnaja zjizn (1982), film der modtog priser ved Filmfestivalen i Berlin og Filmfestivalen i Venedig respektive.
I sin sidste del af karrieren blev han rost for sine rolle som Julius Cæsar i filmatiseringen af Shakespeares skuespil (1990), og som Pontius Pilatus i filmatiseringen af Mesteren og Margarita (1994) og som mafiaboss i thrilleren Antikiller (2002).
Uljanov død den 26. marts 2007 af mave-tarmsygdom.

## Filmografi som instruktør (udvalg)
- Brødrene Karamasov (Братья Карамазовы, 1969)[7][8]
- Samyj poslednij den (Самый последний день, 1972)

## Medvirken som skuespiller (udvalg)
- Oni byli pervymi (1956)
- Dom, v kotorom ja zjivu (1957)
- Dobrovoltsy (1958)
- Baltijskoje nebo (1960)
- Prostaja istorija (1960)
- Zjivyje i mjortvyje (1964)
- Predsedatel (1964)
- Brødrene Karamasov (1969)
- Flugten (1971)
- Jegor Bulytjov i drugije (1971)
- Samyj poslednij den (1972)
- Obratnaja svjaz (1977)
- Tema (1979)
- Tjastnaja zjizn (1982)
- Bez svidetelej (1983)
- Vsjo budet khorosjo! (1995)
- Sotjinenije ko Dnju Pobedy (1998)
- Vorosjilovskij strelok (1999)
- Antikiller (2002)